# 井上貴子 (音楽学者)
井上 貴子（いのうえ たかこ、1957年 - ）は、日本の音楽学者、大東文化大学国際関係学部教授。専門は、インド古典音楽研究、南アジア地域研究。また、インドに限らず、広くポピュラー音楽研究についても業績がある。

## 経歴
岐阜市生まれ。東京芸術大学音楽学部楽理科に学ぶが、在学中はもっぱらロック系のバンド活動を行い、一時期はダディ竹千代&東京おとぼけCATSに在籍していた。
1981年、東京芸術大学卒業。卒業後、インドのデリー大学(University of Delhi)に留学し、4年間かけて南インドの古典声楽を学び、カルナータカ音楽（声楽）専攻修士課程を修了。帰国後、インド音楽演奏者として活動するかたわら、1988年のインド音楽研究会の設立に大きく関わった。
その後、徐々にジェンダー論やサバルタン研究を通して、インド近現代史研究へと関心を広げ、東京大学大学院総合文化研究科地域文化研究専攻修士課程に入学し、さらに博士課程に進学。同課程を中途退学して、大東文化大学助教授となった。2005年、「近代インドにおける音楽学と芸能の変容」により東京大学から博士（学術）を取得。

## 著書

### 単著
- 井上貴子『近代インドにおける音楽学と芸能の変容』青弓社、2006年、744頁。ISBN 978-4-7872-7210-2。
- 井上貴子『ビートルズと旅するインド、芸能と神秘の世界』柘植書房新社〈地球文化紀行〉、2007年、260頁。ISBN 978-4806805656。

### 共著
- 辛島昇 監修「読んで旅する 世界の歴史と文化：インド」新潮社 1995
- 「別冊宝島 インド大発見読本―あなたの知らない「インド」の顔」宝字社 1996
- 古田元夫編集「「南」から見た世界　東南アジア・南アジア―地域自立への模索と葛藤」大月書店 1996
- 井上貴子、室田尚子、森川卓夫、小泉恭子『ヴィジュアル系の時代―ロック・化粧・ジェンダー』青弓社〈青弓社ライブラリー〉、2003年、277頁。ISBN 978-4787232168。

### 共編著

#### 証言! 日本のロック70’s
井上は、難波弘之らとともに、この企画の中心人物のひとりであり、MC（司会者）として座談会の進行役を務め、書籍化に当たっては難波とともに編著者となっている。
- 難波弘之、井上貴子・編著『証言! 日本のロック70’s ニューロック/ハードロック/プログレッシヴロック編』アルテスパブリッシング、2009年4月8日、296頁。ISBN 978-4903951157。

GUEST:土屋昌巳、山本恭司、岡井大二　HOST:PANTA、難波弘之、ダディ竹千代 MC:井上貴子
- 難波弘之、井上貴子・編著『証言!日本のロック70’s Vol.2 ニューミュージック〜パンク・ロック編』アルテスパブリッシング、2009年12月17日、320頁。ISBN 978-4903951256。

GUEST:鈴木慶一、金子マリ、遠藤ミチロウ、石間秀機、鮎川誠　HOST:PANTA、難波弘之、ダディ竹千代 MC:井上貴子